# Букавин Іван Ярославович
Іван Ярославович Букавин (нар. 21 січня 1972, с. Литвинів, Україна) — український педагог, історик, краєзнавець, редактор.

## Життєпис
Іван Букавин народився 21 січня 1972 року в селі Литвинові Підгаєцького району Тернопільської області, нині Україна.
Закінчив Прикарпатський університет імені Василя Стефаника (1994).
Працював: 
- вчителем історії Тернопільського професійно-технічного училища №10, загальноосвітньої школи №6 (1994—1996) та №29 (від 1996),
- редактором журналу «Історично-туристичний журнал» (2008—2010; видавництво «Діана плюс»),
- методистом Тернопільського обласного комунального інституту післядипломної педагогічної освіти (2013—2016)[джерело?],

З 2016 року — завідувач відділу Тернопільського обласного комунального інституту післядипломної педагогічної освіти[джерело?].

## Доробок
Автор книг, навчальних видань з історії, зокрема:
- публікацій у педагогічній пресі,
- «Історія Тернопільщини для школярів» (2002),
- «Історія Тернопілля» (2004, 2005; на 3-у Тернопільському міжнародному книжковому форумі визнана «Кращою книгою–2005» у номінації «Історично-краєзнавчий посібник»),
- «Документи та матеріали до тем «Наш край» (2004),
- навчальних книг з пропедевтичного курсу історії «Подорож у минуле» (2005), «Вступ до історії» (2007), навчальної програми (2013) й навчальної книги з курсу «Історія Тернополя» (2014),
- дитячих книжечок «Святий Миколай» (2002, 2006), «Наше місто: Дітям про Тернопіль» (2011).
- першої в Україні 3D-книги «Небесна сотня: Історія нескорених. Жива історія героїв» (2015; у співавторстві[джерело?]),